# Europarlamentari 1999-2004
Această pagină prezintă listele cu membrii Parlamentului European sesiunea 1999-2004.
Listă alfabetică: Lista europarlamentarilor 1999-2004
- Europarlamentari pentru Austria 1999-2004
- Europarlamentari pentru Belgia 1999-2004
- Europarlamentari pentru Danemarca 1999-2004
- Europarlamentari pentru Finlanda 1999-2004
- Europarlamentari pentru Franța 1999-2004
- Europarlamentari pentru Germania 1999-2004
- Europarlamentari pentru Grecia 1999-2004
- Europarlamentari pentru Irlanda 1999-2004
- Europarlamentari pentru Italia 1999-2004
- Europarlamentari pentru Luxemburg 1999-2004
- Europarlamentari pentru Olanda 1999-2004
- Europarlamentari pentru Portugalia 1999-2004
- Europarlamentari pentru Spania 1999-2004
- Europarlamentari pentru Suedia 1999-2004
- Europarlamentari pentru Regatul Unit 1999-2004